# اعطية (آيت عثمان)
اعطية هو دُوَّار يقع بجماعة سرغينة، إقليم بولمان، جهة فاس مكناس في المملكة المغربية. ينتمي الدوّار لمشيخة آيت عثمان التي تضم 10 دواوير. يقدر عدد سكانه بـ 522 نسمة حسب الإحصاء الرسمي للسكان والسكنى لسنة 2004.

## روابط خارجية
- البوابة الوطنية للجماعات الترابية
- المندوبية السامية للتخطيط